# کانگرا، خیبر پختونخوا
کانگرا (به انگلیسی: Kangra) یک شهرک در پاکستان است که در «شهرستان ہریپور» واقع شده‌است.